# Black Museum
«Black Museum» —en España: «Black Museum» y en Hispanoamérica: «Museo negro»— es el sexto y último episodio de la cuarta temporada de la serie de antología Black Mirror. Fue escrito por Charlie Brooker con partes adaptadas del relato breve Pain Addict, escrito por Penn Jillette, y dirigido por Colm McCarthy. El episodio se emitió por primera vez en Netflix, junto con el resto de los episodios, el 29 de diciembre de 2017.
El episodio se presenta como una serie de tres historias contadas por Rolo Haynes (Douglas Hodge), propietario del remoto «Museo Negro» a su visitante solitaria Nish (Letitia Wright), todas involucrando varias exhibiciones relacionadas con conexiones tecnológicas de vanguardia y transferencias con el cerebro humano que Rolo había desarrollado en su carrera.

## Argumento
Mientras espera que su auto cargue, Nish (Letitia Wright) se encuentra con el Museo Negro, que alberga «auténticos artefactos criminológicos». Se encuentra con el propietario, Rolo Haynes (Douglas Hodge), quien le ofrece un recorrido en el que narra las historias de los artefactos que ha coleccionado, que se muestran en retrospectiva durante el episodio.
En su pasado, Haynes es un reclutador de investigación neurológica y persuade al Dr. Peter Dawson (Daniel Lapaine) para que adopte un implante neurológico que le permita sentir las sensaciones físicas de los demás. Dawson usa esto para sentir el dolor de sus pacientes; con el tiempo, puede reconocer una amplia gama de enfermedades y proporcionar diagnósticos muy precisos. Mientras tanto, Dawson también usa la interfaz durante las relaciones sexuales con su novia, aumentando el placer para ambos. Un senador que ha sido envenenado ingresa al hospital una noche y Dawson continúa usando el implante a medida que el paciente muere. Después de desmayarse, Dawson se despierta con el efecto secundario de que ahora experimenta dolor como placer. Él comienza a usar el sufrimiento de sus pacientes para la excitación sexual personal. Es expulsado del hospital y, adicto al dolor, comienza a mutilarse a sí mismo. Al darse cuenta de que no puede infligir miedo (y, por lo tanto, placer adicional) consigo mismo, Dawson ataca con un arma de electrochoque y mata a un vagabundo con un taladro. Él es arrestado, pero cae en un estado vegetativo persistente.
En el presente, Nish ofrece agua a Haynes porque el aire acondicionado del museo está roto, y Haynes cuenta otra historia sobre un mono de peluche disecado. Haynes convenció a un hombre llamado Jack (Aldis Hodge) para transferir la conciencia de su esposa en estado de coma, Carrie (Alexandra Roach), a su cerebro. Carrie inicialmente disfruta compartiendo las sensaciones que Jack siente en el mundo real, especialmente los abrazos con su hijo Parker. Sin embargo, la conciencia compartida comienza a afectar a la pareja, ya que Jack no tiene privacidad y Carrie no tiene ninguna acción en el mundo real. Haynes le permite a Jack controlar los pensamientos de Carrie al «ponerla en pausa». Jack conoce a Emily (Yasha Jackson), y los dos empiezan a verse. Emily presiona a Jack para que transfiera la conciencia de Carrie a un mono de peluche, que se le entrega a Parker. El juguete solo puede decir dos frases, «Mono te ama» y «Mono necesita un abrazo». Carrie está furiosa, pero Emily la amenaza con borrarla si no se comporta. Eventualmente, Parker se aburre del juguete y lo abandona, aunque Carrie todavía está atrapada dentro. En el presente, Haynes le dice a Nish que la transferencia de Carrie fue declarada ilegal y provocó su despido. Luego, Haynes revela que Carrie todavía está dentro del mono de peluche en la exhibición, ya que también era ilegal eliminarla.
Haynes y Nish pasan a la atracción principal del museo: una lúgubre proyección de holograma de Clayton Leigh (Babs Olusanmokun). Haynes convence al asesino convicto Clayton para que firme los derechos de su conciencia posterior a la muerte cuando está en el corredor de la muerte. Después de su ejecución, la conciencia de Clayton permanece como un holograma dentro del museo de Haynes. Clayton es utilizado para simular una silla eléctrica, donde los visitantes pueden tirar de una palanca para que Clayton experimente el dolor de la silla eléctrica, sin secuelas mientras que no sobrepasen los 10 segundos de tortura. Luego pueden irse con recuerdos de llavero que contienen una copia preservada de Clayton eternamente en agonía.
En el presente, Haynes comienza a asfixiarse. Nish se revela hija de Clayton: quien hackeó el aire acondicionado del museo y envenenó el agua que le ofreció a Haynes. Ella afirma que su padre era realmente inocente, pero el estado nunca anuló la condena, y los primeros manifestantes perdieron interés. Mientras tanto, el museo perdió atracción, y Haynes se vio obligado a permitir que sádicos adinerados y racistas torturaran a Clayton hasta el límite de su conciencia virtual, es decir más de 10 segundos, pero menos de 15 (lo que lo borraría), convirtiéndolo en un molde vacío. Esto causó que la madre de Nish tomara una «botella de píldoras y una botella de vodka». Haynes se desmaya, y Nish transfiere la conciencia del hombre al holograma de Clayton. Ella activa la simulación de la silla eléctrica al máximo, lo que permite a Haynes experimentar toda la fuerza de la tortura eternamente y, finalmente, que la conciencia de Clayton pudiera descansar. Tomando el mono de peluche junto con ella y un recuerdo de Haynes en eterna agonía, Nish regresa al automóvil. Nish conversa con su madre, que se revela comparte conciencia con Nish, como Carrie hizo con Jack. Nish se va en su auto, y su madre derrama lágrimas de alegría mientras el museo está envuelto en llamas.

## Reparto
- Douglas Hodge - Rolo Haynes
- Letitia Wright - Nish Leigh
- Daniel Lapaine - Peter Dawson
- Aldis Hodge - Jack
- Alexandra Roach - Carrie
- Babs Olusanmokun - Clayton Leigh
- Emily Vere Nicoll - Madge
- Yasha Jackson - Emily
- Amanda Warren - Angelica
- Kyros McGee - Parker
- Raj Paul - Paramédico
- Jan Van Der Black - Hombre sin techo

## Producción

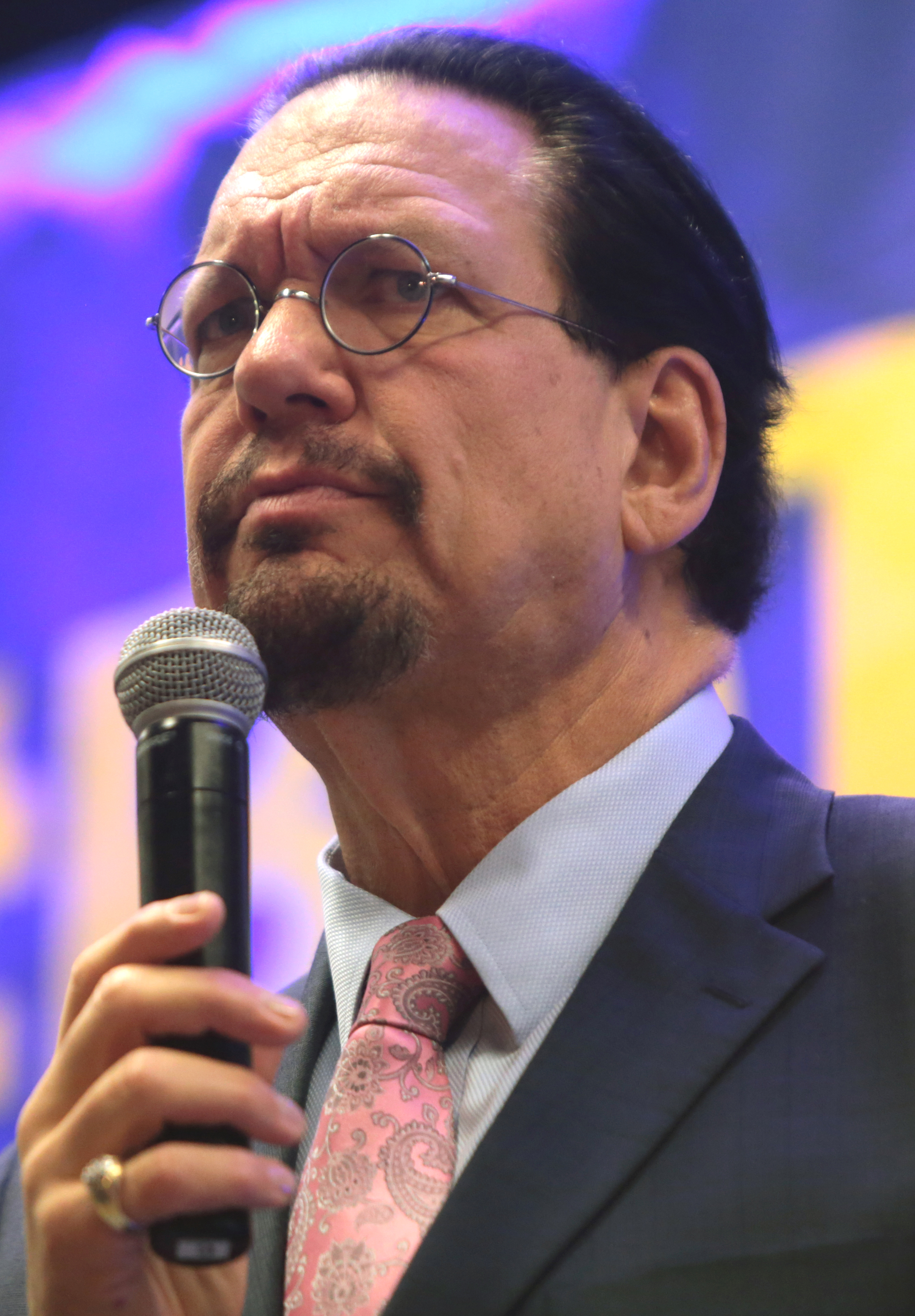
La primera historia de este episodio se basó en el cuento «The Pain Addict», escrito por Penn Jillette en la década de 1980.

Mientras que las temporadas uno y dos de Black Mirror se exhibieron en Channel 4 en el Reino Unido, en septiembre de 2015 Netflix encargó la serie por 12 episodios, y en marzo de 2016 superó a Channel 4 por los derechos de distribución de la tercera temporada, con un oferta de 40 millones de dólares. La orden de 12 episodios se dividió en dos temporadas de seis episodios cada una.
La primera historia, que involucra al Dr. Dawson, se basó en una historia corta, «The Pain Addict», escrita por el mago Penn Jillette al principio de su carrera. Jillette había escrito la historia basada en la experiencia personal de haber estado enfermo en un hospital de bienestar en España en 1981, donde era difícil obtener un diagnóstico debido a la barrera del idioma. Jillette sacó «The Pain Addict» de esta experiencia, donde habría tecnología que le permitiría a un médico entender qué dolor estaba sufriendo una persona, pero, como lo describe Jillette, «este tipo se vuelve adicto y comienza a golpear a las personas para que sientan su dolor. Él también atraviesa S&M y todo lo que quiere hacer es unirse a Jesús en la cruz. Él quiere sentir ese dolor». Jillette había planeado usar la historia en uno de sus primeros libros junto con su compañero de espectáculo. Teller, pero el editor lo rechazó por ser demasiado oscuro. Jillette había estado tratando de comprar un lugar para esta historia, y trajo la idea cuando tuvo la oportunidad de hablar con Charlie Brooker. Alrededor de dos años más tarde, Brooker contactó a Jillette para explicar que «Black Museum» sería un episodio de antología, y quería usar The Pain Addict como parte de él. Jillette le permitió usar la historia, aunque Brooker hizo las modificaciones necesarias para su show. Jillette luego trabajó con Brooker para ayudar a sugerir la idea de una historia de encuadre, que involucraría a un transeúnte arruinado de Las Vegas que dirigía «Black Museum» fuera de la ciudad. Jillette quería audicionar para el papel del carny, pero la producción estaba demasiado avanzada para cambiar el casting.
Daniel Lapaine aparece en este episodio como el Dr. Peter Dawson, después de aparecer en un papel no relacionado en el episodio de la temporada uno «The Entire History of You». El episodio tardó un mes en filmarse; las ubicaciones incluyen Nevada y España.

### Marketing
En mayo de 2017, una publicación de Reddit anunció extraoficialmente los nombres y directores de los seis episodios de la temporada 4 de Black Mirror. El primer avance de la temporada fue lanzado por Netflix el 25 de agosto de 2017 y contenía los seis títulos de los episodios.
A partir del 24 de noviembre de 2017, Netflix publicó una serie de pósteres y avances para la cuarta temporada de la serie, conocida como los «13 días de Black Mirror». El 6 de diciembre, Netflix publicó un avance que presentaba una amalgama de escenas de la cuarta temporada, que anunciaba que la serie se lanzaría el 29 de diciembre.

### Huevos de Pascua
«Black Museum» incluye referencias de huevos de Pascua a cada episodio anterior de Black Mirror, según el director Colm McCarthy; muchos fueron colocados por el escenógrafo Joel Collins. El episodio hace muchas alusiones a otros anteriores de la serie, como el cómic de Jack de «Fifteen Million Merits» y la entrada del museo con una pantalla que muestra una imagen de Victoria Skillane de «White Bear». Muchos artefactos del museo están tomados de episodios anteriores, por ejemplo: una ADI de «Hated in the Nation»; la piruleta que Daly usa para clonar al hijo de Walton en «USS Callister»; la tableta utilizada por Marie en «Arkangel»; la bañera ensangrentada donde el esposo de Shazia fue asesinado en «Crocodile». Además, el episodio hace varias alusiones a «San Junipero», presentando a la compañía TCKR, nombrando un hospital San Junipero y mostrando los vestidos de Yorkie y Kelly en el museo.

## Rodaje
Los exteriores del episodio se grabaron en el desierto de Tabernas, en Almería, mientras que los interiores correspondientes a las escenas de prisión (entrevista en prisión y traslado para la ejecución) se grabaron en la antigua cárcel provincial de Málaga.